# Grumo Nevano
Grumo Nevano è un comune italiano di 17 046 abitanti della città metropolitana di Napoli in Campania.

## Geografia fisica
Comune dell'agro atellano, nella pianura campana centrale percorsa dai Regi Lagni, è situato ad ovest dell'area frattese, nei pressi dell'agro aversano, e dell'agro giuglianese, confinante con la provincia di Caserta, nella "zona nord" della città metropolitana di Napoli, da cui dista 11 km, storicamente annesso alla provincia di Terra di Lavoro, confina a est con Frattamaggiore, a nord con Sant'Arpino (CE), a sud con Arzano e a ovest con Casandrino e Sant'Antimo. È composto dalle due zone (non frazioni) di Grumo e Nevano, unite sotto il profilo urbanistico da circa due secoli e sotto il profilo amministrativo dall' Ottocento. Anticamente Grumo Nevano era parte della città antica di Atella.
Il territorio grumese risulta compreso tra i 44 e i 66 m s.l.m.

## Storia

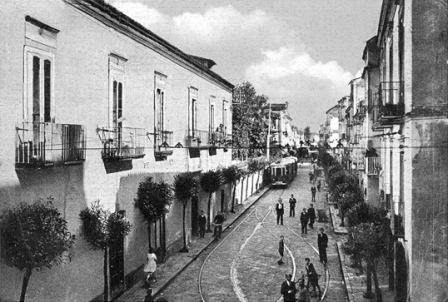
La strada principale del comune nel 1961

Il nome di Grumo deriverebbe dal termine latino grumum, con il significato di "agglomerato" o "mucchio (di case)", mentre il nome di Nevano da praedium naevianum, ovvero da una proprietà della Gens Naevia. È opinione diffusa (ma non provata) che da questa famiglia verrebbe l'antico drammaturgo e letterato Gneo Nevio.
Prima del 1863 Grumo e Nevano furono due casali divisi: Grumo comprendeva la zona sud del comune (fino alla Basilica di San Tammaro) mentre Nevano comprendeva la zona nord.
Nelle mappe del 1700 compariva come Grumi.
Grumo Nevano come tutti gli altri comuni dell'area sita a nord di Napoli, è di origine osca. Alcune tombe sannitiche furono rinvenute casualmente nell'abitato negli anni 1960 e 1970 e sono testimoniate due iscrizioni latine, probabilmente provenienti da Atella. Storici locali hanno ipotizzato su queste basi l'esistenza di un vicus dipendente da Atella, situato su un incrocio del percorso della via Atellana tra Capua e Napoli o persino di un centro abitato di origine osca dalla fine del V secolo a.C.
L'attuale territorio comunale fu interessato in età romana dalla centuriazione di Atella all'epoca dei Gracchi, di Silla, di Cesare e in età augustea e nell'Alto Medioevo fece parte del ducato di Napoli e della diocesi di Atella, poi confluita in quella di Aversa.
Grumo è menzionato in documenti a partire dal X secolo, mentre la prima citazione di Nevano è del 1308. 
Furono entrambi casali di Napoli e sono riportati nella carta di Rizzi Zannoni del 1793.
Quando furono istituiti i comuni, in epoca murattiana, i due casali furono accorpati in un unico comune, che ebbe il nome di Grumo. Con l'unità d'Italia, il nome divenne Grumo Nevano.
Negli anni ottanta Grumo Nevano ha conosciuto una crescita economica esponenziale, diventando un polo calzaturiero e nel campo dell'abbigliamento.

### Simboli
Lo stemma del comune di Grumo Nevano è costituito da una strada che tende all'orizzonte costeggiata da filari di alberi
da frutta. Il gonfalone è un drappo di azzurro.

## Monumenti e luoghi d'interesse
- La chiesa più antica di Grumo Nevano è la chiesa di Santo Stefano, che risale a prima del Seicento e che fu edificata nella zona più antica del paese, attuale piazza Capasso, da devoti del santo. Era proprietà dei signori Guerra di Massalubrense. Ogni anno vi si continua a celebrare la messa nel solo 26 dicembre. La chiesa custodisce affreschi e una statua del santo di autore ignoto.

A Grumo Nevano oggi ci sono quattro parrocchie principali:
- la basilica di San Tammaro (1737);
- la chiesa di Santa Caterina (1695), vicina al convento francescano in piazza San Pasquale;
- la chiesa di San Vito (1600),
- Parrocchia Madonna del Buon Consiglio, costruita nel 1997.

Altre piccole chiese sono quelle di Santo Stefano (1600) in piazza Capasso, mentre non esiste più la chiesa di San Gabriele delle Suore carmelitane, della quale resta invece il vicino convento.
La Torre dell'orologio fu abbattuta nel 1964 per problemi di traffico.
Sono presenti alcuni monumenti eretti in onore del martire della repubblica napoletana Domenico Cirillo: un busto marmoreo (1867) nel municipio, una statua di bronzo (1899) in piazza. A questi si aggiungono il monumento ai caduti della prima guerra mondiale (1927) e una statua in bronzo dedicata a padre Pio.
Altri luoghi di interesse sono:
- la casa natale di Domenico Cirillo;
- il "Mendicicomio", edificio storico sede di un istituto nato nel 1875 dalla donazione testamentaria di Teresa Parolisi per ospitare poveri e malati per fornire loro cure. La nuova donazione di Michele Cristiano nel 1910 permise la costruzione dell'immobile. Esauritisi i fondi ereditari, l'edificio è oggi chiuso e inagibile;
- la casa natale di Francesco Massa, generale nella seconda guerra mondiale e filosofo, costruita inizialmente nel 1926, fu distrutta dai bombardamenti e ricostruita negli anni 1950.

## Società

### Evoluzione demografica
Il comune di Grumo Nevano ha fatto registrare nel censimento del 1991 una popolazione pari a 19 524 abitanti. Nel censimento del 2001 ha fatto registrare una popolazione pari a 18 644 abitanti, mostrando quindi nel decennio 1991 - 2001 una variazione di abitanti pari al -4,51%.
Gli abitanti sono distribuiti in 5 603 nuclei familiari con una media per nucleo familiare di 3,33 componenti.
Abitanti censiti

### Etnie e minoranze straniere
Secondo i dati ISTAT del 1° gennaio 2024 i cittadini stranieri residenti a Grumo Nevano erano l'8,2% della popolazione residente:
1. Bangladesh 36,6 %
2. Pakistan 27,4 %
3. Ucraina 9,8 %
4. India 8,3 %
5. Marocco 3,5 %
6. Tunisia 2,4 %
7. Ghana 1,6 %
8. Polonia 1,1 %
9. Bulgaria 1,1 %
10. Sri Lanka 0,9 %
11. Burkina Faso 0,9 %
12. Senegal 0,6 %
13. Romania 0,6 %

## Economia
Agli inizi degli anni 1980 erano insediate più di trecento aziende tra calzaturiere e tessili, dimezzate nel corso del tempo. Sul territorio sono presenti ancora piccole aziende calzaturiere e di confezioni.

## Infrastrutture e trasporti

### Strade
Il comune è servito dall'Asse Mediano.

### Ferrovie
La località è servita dalla stazione di Frattamaggiore-Grumo Nevano sulle linee Napoli-Foggia e Roma-Napoli via Formia. L'impianto è classificato da RFI nella categoria Silver,.
Fra il 1904 e il 1961 la cittadina fu servita della tranvia Napoli-Frattamaggiore, gestita dalla società belga Société Anonyme des Tramways Provinciaux (SATP); a Grumo Nevano aveva origine la diramazione per Casandrino.

### Mobilità urbana
I trasporti interurbani di Grumo Nevano sono svolti con autoservizi di linea gestiti da EAV.

## Amministrazione
Di seguito è presentata una tabella relativa alle amministrazioni che si sono succedute in questo comune.
| Periodo | Periodo   | Primo cittadino                  | Partito                                 | Carica      | Note   |
| ------- | --------- | -------------------------------- | --------------------------------------- | ----------- | ------ |
| 1896    | 1902      | Francesco Cristiano              |                                         | Sindaco     | [ 14 ] |
| 1902    | 1903      | Vincenzo Pinto                   |                                         | Comm.pref.  | [ 14 ] |
| 1903    | 1912      | Tammaro Spena                    |                                         | Sindaco     | [ 14 ] |
| 1912    | 1913      | Pasquale Pezzullo                |                                         | Sindaco     | [ 14 ] |
| 1913    | 1916      | Tammaro Spena                    |                                         | Sindaco     | [ 14 ] |
| 1916    | 1917      | Alessio Pacilio                  |                                         | Sindaco     | [ 14 ] |
| 1917    | 1918      | Vincenzo Cimmino                 |                                         | Sindaco     | [ 14 ] |
| 1918    | 1919      | Raffaele Chiacchio               |                                         | Sindaco     | [ 14 ] |
| 1919    | 1920      | Giuseppe Di Prisco               |                                         | Sindaco     | [ 14 ] |
| 1920    | 1925      | Tammaro Spena                    |                                         | Sindaco     | [ 14 ] |
| 1925    | 1927      | Pasquale Cosomati                |                                         | Comm.pref.  | [ 14 ] |
| 1927    | 1930      | Tammaro Spena                    | Partito Nazionale Fascista              | Podestà     | [ 14 ] |
| 1930    | 1935      | Pasquale Pezzullo                | Partito Nazionale Fascista              | Podestà     | [ 14 ] |
| 1935    | 1937      | Umberto Maiello                  |                                         | Comm.pref.  | [ 14 ] |
| 1937    | 1943      | Antonio Aversano                 | Partito Nazionale Fascista              | Podestà     | [ 14 ] |
| 1943    | 1952      | Michelangelo Chiacchio           | Democrazia Cristiana                    | Sindaco     | [ 14 ] |
| 1952    | 1956      | Salvatore Aversano               | Democrazia Cristiana                    | Sindaco     | [ 14 ] |
| 1956    | 1969      | Michelangelo Chiacchio           | Democrazia Cristiana                    | Sindaco     | [ 14 ] |
| 1969    | 1974      | Pasquale Maisto                  | Democrazia Cristiana                    | Sindaco     | [ 14 ] |
| 1974    | 1975      | Luigi Reccia                     | Democrazia Cristiana                    | Sindaco     | [ 14 ] |
| 1975    | 1982      | Antonio Di Donato                | Partito Socialista Democratico Italiano | Sindaco     | [ 14 ] |
| 1982    | 1984      | Raffaele Chiacchio               | Democrazia Cristiana                    | Sindaco     | [ 14 ] |
| 1984    | 1985      | Antonio Caso                     | Partito Socialista Italiano             | Sindaco     | [ 14 ] |
| 1985    | 1986      | Maria Rasulo                     | Partito Socialista Democratico Italiano | Sindaco     | [ 14 ] |
| 1986    | 1988      | Luigi Reccia                     | Democrazia Cristiana                    | Sindaco     | [ 14 ] |
| 1988    | 1990      | Sossio Canciello                 | Democrazia Cristiana                    | Sindaco     | [ 14 ] |
| 1990    | 1991      | Alfonso Rossi                    | Partito Socialista Italiano             | Sindaco     | [ 14 ] |
| 1991    | 1992      | Luigi Reccia                     | Democrazia Cristiana                    | Sindaco     | [ 14 ] |
| 1992    | 1993      | Pietro Chiacchio                 | Democrazia Cristiana                    | Sindaco     | [ 14 ] |
| 1993    | 1999      | Angelo Di Lorenzo                | Lista civica: (Centro-sinistra)         | Sindaco     |        |
| 1999    | 2000      | Ennio Blasco                     |                                         | Comm. pref. | [ 14 ] |
| 2000    | 2002      | Alessandro Grimaldi              | Lista civica (Forza Italia)             | Sindaco     |        |
| 2002    | 2003      | Calogero Cortimiglia             |                                         | Comm.pref.  | [ 14 ] |
| 2003    | 2008      | Angelo Di Lorenzo                | Lista civica (La Margherita)            | Sindaco     |        |
| 2008    | 2010      | Filomena Bilancio                | Il Popolo della Libertà                 | Sindaco     | [ 14 ] |
| 2010    | 2011      | Sandra Sarti                     |                                         | Comm. pref. | [ 14 ] |
| 2011    | 2012      | Alessandro Grimaldi              | Lista civica (Progresso e libertà)      | Sindaco     |        |
| 2012    | 2013      | Maria Pia De Rosa                |                                         | Comm. pref. | [ 14 ] |
| 2013    | 2015      | Vincenzo Brasiello               | Lista civica (PD)                       | Sindaco     | [ 14 ] |
| 2015    | 2015      | Maria Beatrice Giuliani          |                                         | Comm. pref. | [ 14 ] |
| 2015    | 2018      | Pietro Chiacchio                 | Lista civica (Popolari)                 | Sindaco     | [ 14 ] |
| 2018    | 2019      | Demetrio Martino                 |                                         | Comm. pref. | [ 14 ] |
| 2019    | 2019      | Gaetano Cupello                  |                                         | Comm. pref. | [ 14 ] |
| 2019    | 2019      | Gaetano Di Bernardo              | Lista civica (Progressisti)             | Sindaco     | [ 14 ] |
| 2019    | 2020      | Anna Manganelli                  |                                         | Comm. pref. | [ 14 ] |
| 2020    | 2023      | Gaetano Di Bernardo              | Lista civica (Progressisti)             | Sindaco     | [ 14 ] |
| 2023    | 2023      | Anna Nigro (f.f. Angela Cirillo) |                                         | Comm. pref. | [ 14 ] |
| 2023    | 2023      | Tammaro Maisto                   | Lista civica (PD)                       | Sindaco     | [ 14 ] |
| 2023    | 2024      | Anna Nigro                       |                                         | Comm. pref. | [ 14 ] |
| 2024    | in carica | Umberto Cimmino                  | Lista civica (PD)                       | Sindaco     | [ 14 ] |

### Gemellaggi
Grumo Nevano è gemellata con la città polacca di Żagań dagli anni novanta.
- Żagań

## Sport

### Calcio
Squadra della Unione Sportiva Calcio Grumese (società fondata nel 1962), i rossoverdi negli anni settanta e ottanta sono arrivati anche in serie C.

### Ciclismo
- Unione sportiva "Costante Girardengo", fondata agli inizi del Novecento;
- Competizione della "Notturna di San Tammaro" organizzata annualmente per circa venti edizioni;
- organizzazione, arrivo e partenza del Giro ciclistico internazionale della Campania a tappe per dilettanti;
- 4 e 5 luglio 2003: 14º Giro d'Italia femminile: partenza del cronoprologo e della prima tappa;
- 12 luglio 2009: 20º Giro d'Italia femminile: ultima tappa con partenza e arrivo a Grumo Nevano.